# Kelly Asbury
Pour les articles homonymes, voir Asbury.
Kelly Asbury est un réalisateur, scénariste, acteur, animateur et storyboardeur américain, né le 15 janvier 1960 à Beaumont (Texas) et mort le 26 juin 2020 à Encino (Los Angeles, Californie).

## Biographie

### Carrière
On remarque sa participation à l'équipe de DreamWorks SKG, aux côtés d'Andrew Adamson et Conrad Vernon. Il est devenu l'un des plus populaires réalisateurs de films d'animation hollywoodien. Il est aussi connu pour son talent d'écriture en tant que scénariste, mais aussi avec sa nouvelle Dummy Days: America's Favorite Ventriloquists from Radio and Early TV.
Kelly Asbury a surtout réalisé des films pour enfants, et son talent lui vient d'études poussées à l'université Lamar à Beaumont, puis au California Institute of the Arts proche de Los Angeles en 1980.

### Famille
Marié à Loretta Weeks le 9 novembre 1990, ils vécurent à Pasadena en Californie mais ils divorcèrent en 2006.

## Filmographie

### Réalisateur
- 2002 : Spirit, l'étalon des plaines, coréalisé avec Lorna Cook
- 2004 : Shrek 2, coréalisé avec Andrew Adamson et Conrad Vernon
- 2011 : Gnoméo et Juliette
- 2017 : Les Schtroumpfs et le Village perdu
- 2019 : UglyDolls

### Scénariste
- 1991 : La Belle et la Bête, histoire originale avec Joe Ranft, Chris Sanders, Rob Minkoff, Brenda Chapman et Burny Mattinson
- 1996 : James et la Pêche géante, responsable des storyboards avec Joe Ranft
- 1998 : Le Prince d'Égypte, responsable de l'histoire avec Lorna Cook et Ronnie Del Carmen
- 2011 : Gnoméo et Juliette, scénario et histoire originale

### Acteur
- 2004 : Shrek 2 : le page, l'elf et un noble
- 2007 : Shrek le troisième : le maître de cérémonie et Fiddlesworth
- 2011 : Gnoméo et Juliette : les gnomes rouges

### Animation
- 1981 : Rox et Rouky
- 1985 : Taram et le Chaudron magique
- 1987 : Fou de foot
- 1990 : Bernard et Bianca au pays des kangourous
- 1995 : Toy Story
- 2000 : Chicken Run
- 2001 : Shrek
- 2008 : Kung Fu Panda
- 2008 : Madagascar 2
- 2012 : Les Mondes de Ralph
- 2013 : La Reine des neiges
- 2019 : UglyDolls

### Storyboardeur
- 1984 : Les Minipouss (8 épisodes)
- 1989 : La Petite Sirène
- 1990 : Bernard et Bianca au pays des kangourous
- 1990 : Roller Coaster Rabbit
- 1991 : La Belle et la Bête
- 1993 : L'Étrange Noël de monsieur Jack
- 1996 : James et la Pêche géante
- 1998 : Le Prince d'Égypte
- 2014 : Achmed Saves America

## Distinctions
- Trophée du film français 2004 : trophée des trophées pour Shrek 2
- Festival de Cannes 2004 : sélection officielle pour Shrek 2
- Festival du film de Hollywood 2004 : prix du film d'animation de l'année pour Shrek 2